# SMS Dresden (1907)
Pour les autres navires du même nom, voir SMS Dresden.
Le SMS Dresden est un croiseur léger lancé en 1907 par la Kaiserliche Marine. Navire de tête de la classe du même nom, il participe aux batailles de Coronel et des Falklands avant d'être coulé par les Britanniques le 15 mars 1915, au large de l'île Robinson Crusoé.

## Histoire

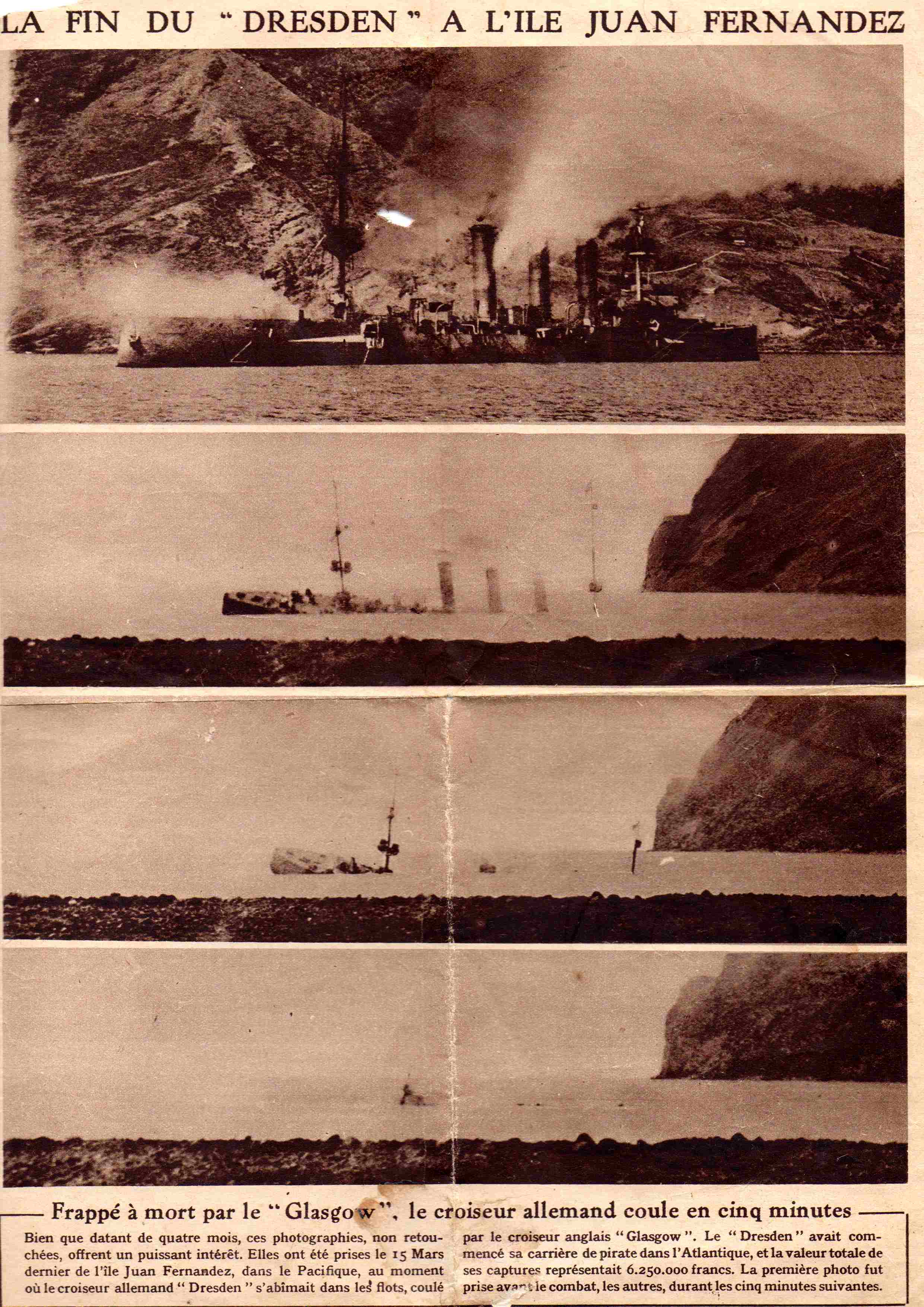
Le journal Le Miroir à propos du SMS Dresden.

À la déclaration de guerre, le Dresden se trouve au large des îles Vierges, sur le chemin du retour vers l’Allemagne depuis les Caraïbes, où il se trouve depuis décembre 1913. Son commandant, Fritz Emil Lüdecke, se dirige alors vers le Brésil pour attaquer les navires de commerce britanniques. Entre les 6 et 8 août, il intercepte quatre cargos, mais se contente de détruire leur équipement radio avant de les laisser partir. Il s’empare en revanche le 15 août du cargo de 3 352 t Hyades. Après s’être ravitaillé à Ilha da Trinidade, il coule le 26 août le cargo Holmwood.
Vers le début du mois de septembre, il doit rejoindre le Leipzig dans le Pacifique, mais est immobilisé peu avant le cap Horn par une panne moteur. Lorsqu’il entre finalement dans le Pacifique en octobre il se voit ordonner de rejoindre le Kreuzergeschwader de Maximilian von Spee à l’Île de Pâques. Après avoir rejoint von Spee le 12 octobre, il participe avec son escadre à la bataille de Coronel pendant laquelle il met en fuite le HMS Otranto et affronte avec le SMS Leipzig le HMS Glasgow. Cherchant à se venger de leur défaite, les Britanniques traquent le Kreuzergeschwader et l’affrontent pendant la bataille des Falklands, cette fois avec des moyens très supérieurs. Le Dresden parvient de justesse à en réchapper en poussant ses machines à 27 kn pendant que les Britanniques concentrent leurs tirs sur les navires plus lourds.
Désormais isolé, le Dresden erre pendant deux mois dans le dédale de baies et chenaux du sud Chili. En février 1915, il quitte finalement son abri pour reprendre ses attaques contre les navires de commerce et s’empare le 27 février du voilier Conway Castle. Toutefois, les Britanniques n’ont pas renoncé à le couler et le 14 mars il est pris en embuscade par le HMS Glasgow, le HMS Kent et le Orama, qui ont suivi son ravitailleur. S’ensuit la bataille de Más a Tierra pendant laquelle le Dresden hisse le drapeau blanc après avoir essuyé quelques tirs. Deux versions divergentes existent quant à la suite des événements : dans la première, allemande, les Britanniques continuent de tirer et coulent le navire malgré le drapeau blanc tandis que dans la seconde, britannique, c’est son capitaine qui saborde le Dresden après avoir hissé le drapeau blanc et évacué l’équipage (dont Wilhelm Canaris), qui est interné au Chili.